# Wisconsinfloden
Wisconsinfloden  (engelsk: Wisconsin River) er en  omkring 692 km lang flod som løber fra nord mod syd i den amerikanske delstat Wisconsin. Den har sit udspring i søen Lac Vieux Desert ved grænsen til Michigan, nordligst i  delstaten. Den er en stor biflod til Mississippi-floden, som den løber ud i knap 5 km syd for byen Prairie du Chien. Wisconsinflodens totale afvandingsområde er på 31.805 km². Der er en højdeforskel på 325 m. fra udspring til udløb.
- Wikimedia Commons har flere filer relateret til Wisconsinfloden

42°59′40.5″N 91°5′30.3″V / 42.994583°N 91.091750°V